# 溪西野谈
《溪西野谈》是李羲准（或译“李羲平”，号溪西）（1772-1839年）所作的一部野谈集，与无名氏的《青丘野谈》和李源命（1807-1887年）的《东野汇輯》合称为朝鲜王朝三大野谈集:1438。
《溪西野谈》共6卷312篇，内容主要是朝鲜历代有名的信史人物的逸闻轶事，也有少量的下层人物的奇闻奇事。《溪西野谈》与《於于野谈》一样都以人物为中心，忽略对事件的详细描写，但在场景、心理描写方面更为细腻、铺张，已演变成短篇小说性质。:281